# Liceo ebraico Herzliya

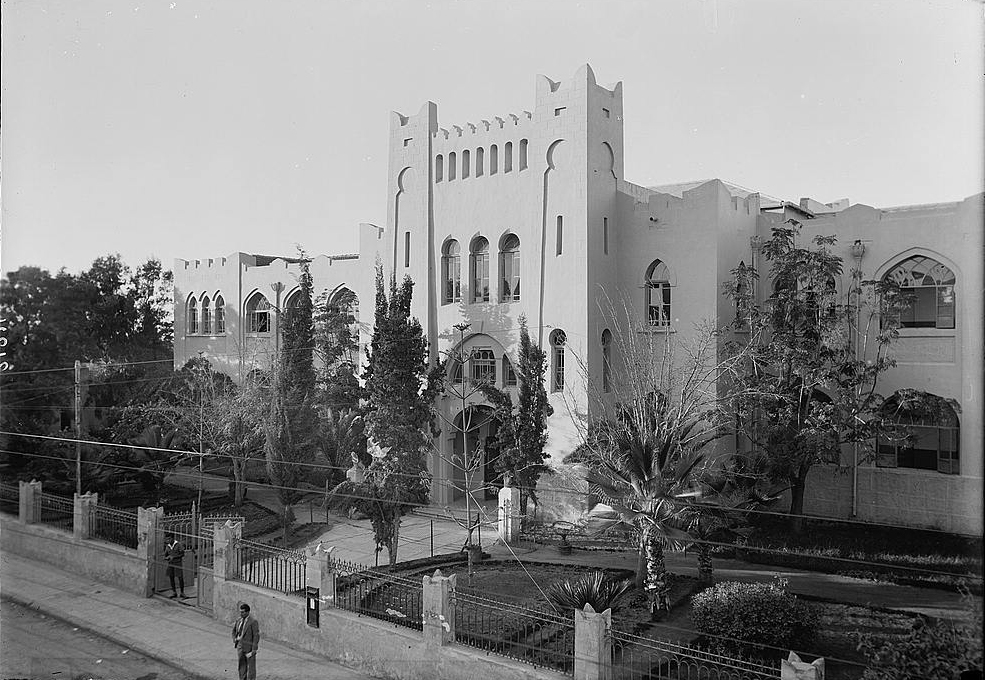
L'Herzilya nel 1936.

Il liceo ebraico Herzliya (in ebraico הגימנסיה העברית הרצליה‎?, anche conosciuto come "ginnasio Herzliya") è uno storico istituto scolastico israeliano, fondato nel 1905 da Cohen Matmon a Giaffa, Tel Aviv. Il nome della scuola è dedicato a Theodor Herzl.
L'edificio è stato costruito su di un terreno messo a disposizione dal KKL e grazie al contributo del giudice Yaakov Muzer, filantropo ebreo-inglese.
La scuola acquistò presto rinomanza come centro culturale-pedagogico pubblico e vi insegnarono professori rinomati. Numerosi membri della Hashomer Hatzair, della Haganah e del Palmach frequentarono questa scuola.
Vi furono pubblicati i primi libri scolastici in ebraico per la matematica, la fisica, la chimica e le scienze naturali.
Durante la prima guerra mondiale 120 allievi della scuola furono costretti ad andarsene in seguito all'espulsione della popolazione ebraica da parte degli Ottomani. La scuola riaprì nel 1917 sotto il governo del Regno Unito.
L'edificio venne distrutto nel 1962 e al suo posto oggi si eleva la torre Shalom Meir.
Dal 2008 è direttore della scuola Zeev Dgannie.